# グアラニー族

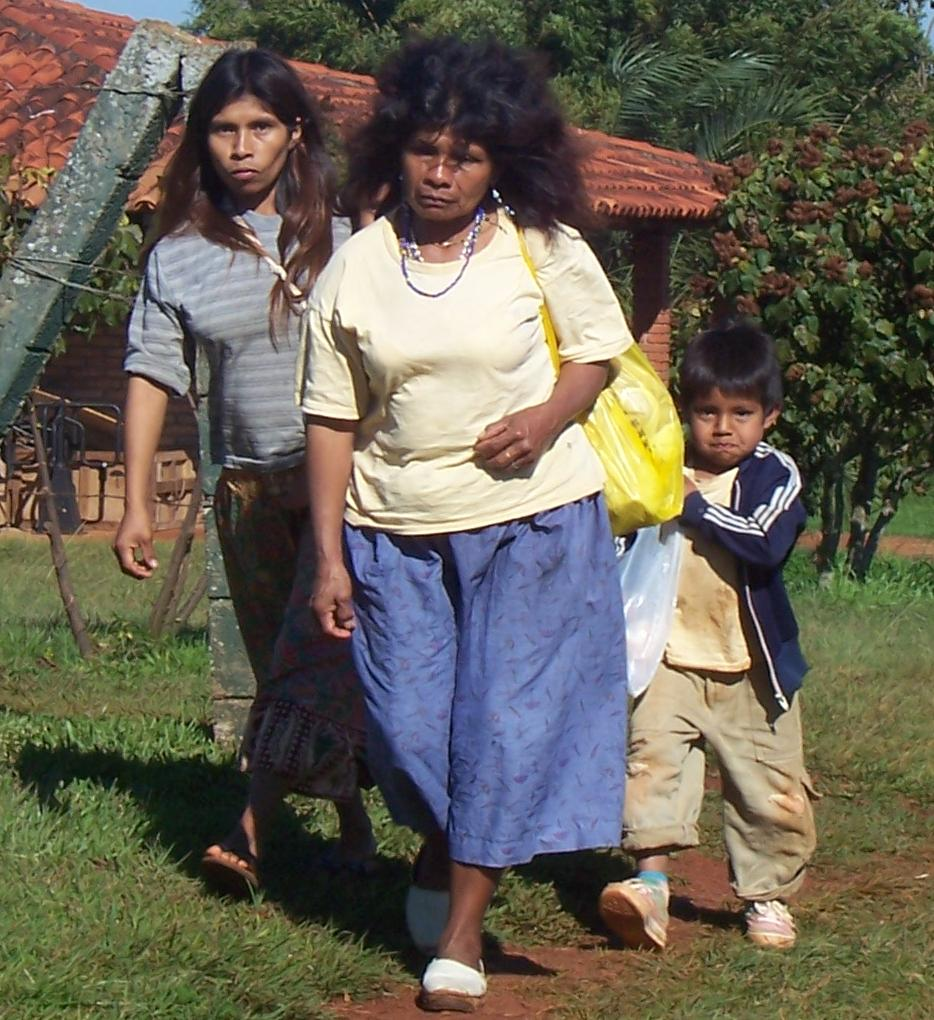
グアラニー人

グアラニー族 (グアラニーぞく、グアラニー語: Guarani、スペイン語: Guaraní, （複数形）Guaraníes)、またはアヴァ族とは、アメリカ州の先住民族の一つで、主にパラナ川からパラグアイ川にかけてのラ・プラタ地域（現在の地域でアルゼンチン、ボリビア東部、パラグアイ、ウルグアイ）と、ブラジルに住んでいたが、純粋な民族としては非常に人口が少なくなっており、グアラニー語を話せる者の多くはメスティーソになっている。

## 文化

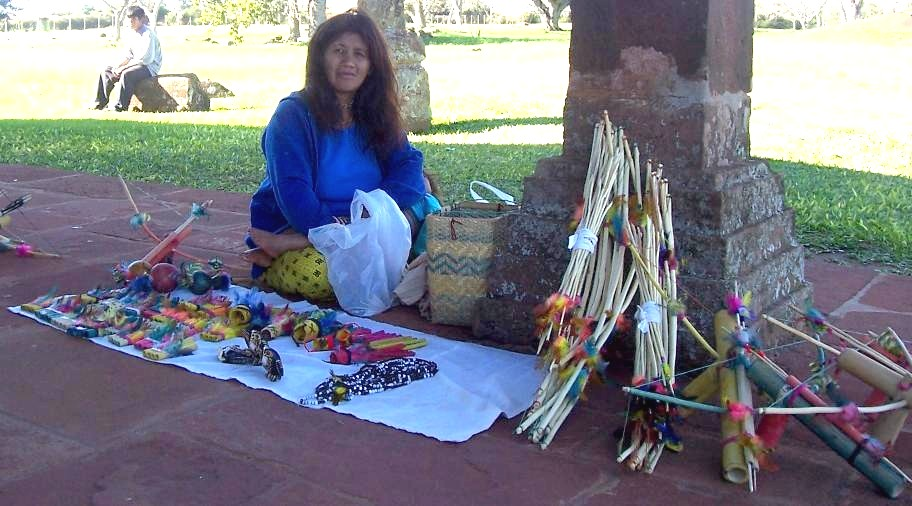
民芸品を売るグアラニーの女性

植民地時代のブラジルの農業は、元々ポルトガル人が農耕に向いた民族ではなかったこともあり、征服したグアラニー族の農業を通婚したポルトガル人の子孫がそのまま受け継ぐという形になった。ブラジルではポルトガル人と結婚したグアラニー人の母を通して息子にグアラニー文化が伝承された。南米南部一帯に広がるマテ茶を飲む習慣もグアラニー族由来のものであるなど、グアラニー文化はいまだ影響を残している。
南米南部の地名にはウルグアイ川やパラグアイ川などグアラニー語起源の言葉が多い。ガウチョも元はグアラニー語で孤児や放浪者を意味する言葉だったという説がある。

## 歴史
元々が農耕民だったため、ラ・プラタ地域のチャルーア族のような攻撃的なインディオとは違って、スペイン人、ポルトガル人が来寇した直後から同盟が進み、それに伴ってスペイン植民地では主にパラグアイで、ポルトガル植民地ではブラジルで通婚、混血が進んだ。こうしてヨーロッパ人と同盟したグアラニー族は敵対部族を共同で攻撃した。
グアラニー族の特徴の1つとして、トゥピ族の一部のようにこの世に楽園が存在すると信じ、宗教的指導者として有力な存在であるシャーマンの導きにより楽園を目指すための旅に出る場合があるという点が挙げられる。グアラニー族は呪術師による世界の終末が迫りつつあるという予言を信じ、白人たちの手を逃れると共に病気も死も存在しない「災厄なき国」、「不死の国」または「悪しきことなき国」を目指して1000キロメートル以上もの移住の旅を行うこともあったが、その証拠は古いものでは16世紀中頃にまで遡る。行き先である楽園のありかは時にはブラジル奥地、またある時には遥か海の彼方にすら求められたりした。1912年に人類学者クルト・ニムエンダジュはアパポクバー・グアラニー族（Apapocuva-Guarani）の移住に同行したが、これは1800年頃から行われていた移住の旅のうちの最後のものであり、まもなくアパポクバー・グアラニー族が保護地域の1つに留め置かれることとなったために頓挫してしまったものの、それまでの間に彼らはマト・グロッソからブラジル大西洋岸までの大移動を果たしている。
Cipolletti (1991) はこうした終末感情についてイエズス会の影響により引き起こされたものとする見方を取り上げてはいるものの、彼女自身やミルチャ・エリアーデはこうした見解には否定的で、エリアーデはむしろグアラニー族にとって根源的なものであったと見ている。
かつてのグアラニー族の直系の子孫はカヨバ（Kayová）、ムブヤ（Mbyá）、ニヤンデーバ（Ñandeva）の3部族であるが、2013年以前の段階でパラグアイ、ブラジル、アルゼンチン3ヶ国の国境地帯に2万-2万2000人が暮らすのみである。

### パラグアイ
ブラジルのサンパウロを根拠地とするバンデイランテスと呼ばれた奴隷商人が、グアラニー族を捕らえて奴隷にし、ブラジルで奴隷労働をさせるということがしばしば起きた。そこでスペインは辺境の地パラグアイを防衛するため、イエズス会のミッションを送り込んだ。
伝道団はグアラニー族にカトリックを伝え、さらには自警団を組織してバンデイランチへの抵抗に当たらせた。グアラニー族はしばしばバンデイランチを打ち破った。キリスト教化が進むにつれて、悪習とされた酷い飲酒の習慣や食人文化もなくなってゆき、このイエズス会の派遣は上手くいったが、スペインでのイエズス会の追放により、パラグアイからもイエズス会は撤退して行った。
パラグアイでは建国時移民を禁止しており、さらに初代独裁者ホセ・ガスパル・ロドリゲス・デ・フランシアはクリオージョが団結して反乱を起こすことを恐れたため、政策的に通婚を強要し、クリオージョとの混血（メスティーソ）がさらに多くなった。現在ではこのようなメスティーソはパラグアイ人の90%を占めるまでに至り、彼らの言葉（グアラニー語）はパラグアイの公用語の一つである。グアラニー語でグアラニー魂を表現したものがパラグアイ文学であるとされる。

### ウルグアイ
チャルーア族と共に主要なインディオであった。ブラジルに国境を接しているためパラグアイと同じ問題でイエズス会伝道所が作られた。18世紀に入るとバンダ・オリエンタルを巡るスペインとポルトガルの戦争は激しさを増した。1750年1月13日にマドリード条約が結ばれると、スペインはコロニア・デル・サクラメントをポルトガルから手に入れ、代わりにそれ以外のウルグアイ川東岸地帯がポルトガル（ブラジル）領となった。しかし、イエズス会と、教化されたグアラニー族はこれに抵抗し、1756年からスペイン軍とポルトガル軍が共同でかれらを攻撃した（グアラニー戦争）。戦争は主に現ブラジルのウルグアイ川北部とパラグアイで行われたが、結果としてウルグアイにいたグアラニー族は、一部を除いてパラグアイに撤退することになった。現在は地名と国名にその影響を残す。

### ブラジル

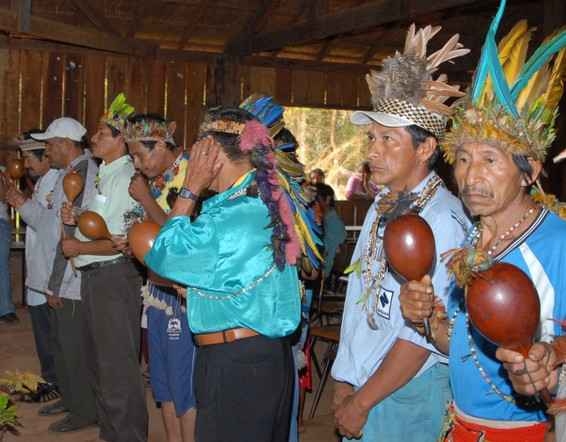
ブラジルのグアラニー

上述のように、ポルトガル人との通婚を通してグアラニー文化の伝承が進み、現在では先住民性＝グアラニー性は、ポルトガル性、アフリカ性と並ぶブラジル国民の三本柱のうちの一つとなっている。
南部のリオ・グランデ・ド・スル州やサンタ・カタリナ州やパラナ州につくられたイエズス会伝道所が世界遺産になっている。

### アルゼンチン
コリエンテス州やミシオネス州にイエズス会伝道所がある。

## 有名人
- ホセ・ルイス・チラベル - パラグアイ出身のサッカー選手
- アグスティン・バリオス - パラグアイ出身のギタリスト・作曲家・詩人

## グアラニー族を題材にした作品
映画
- ミッション（1986年、イギリス映画） - 劇映画。史実との異同は当該項参照。

オペラ
- 「グアラニー族の男 Il Guarany」（1870年、スカラ座初演） - ジョゼ・デ・アレンカールの小説を基にアントーニョ・カルロス・ゴメスが作曲した作品。